# Шадьма
Шадьма — река в России, протекает по Лодейнопольскому району Ленинградской области, левый приток Ояти.
Исток находится южнее Тервеничей, пересекает автодорогу 41К-019 (Явшиницы — Хмелезеро), впадает в Оять в 94 км от её устья, юго-западнее деревни Мустиничи. Длина реки составляет 11 км.

## Данные водного реестра
По данным государственного водного реестра России относится к Балтийскому бассейновому округу, водохозяйственный участок реки — Свирь, речной подбассейн реки — Свирь (включая реки бассейна Онежского озера). Относится к речному бассейну реки Нева (включая бассейны рек Онежского и Ладожского озера).
Код объекта в государственном водном реестре — 01040100812102000013178.